# Statitik et Mygavolt
Statitik et Mygavolt sont deux espèces de Pokémon issus de la cinquième génération. Ils apparaissent dans Pokémon Noir et Blanc.

## Description
Dans les jeux vidéo, Statitik évolue en Mygavolt au niveau 36.

### Statitik
Statitik est un petit arachnide, l'un des plus petits Pokémon existants à ce jour. Il est jaune avec les yeux bleus. Les spécimens chromatiques sont verts avec les yeux magenta. Le dimorphisme sexuel n'existe pas.
Ils se cramponnent à toute source d'électricité statique pour la drainer.

### Mygavolt
Mygavolt est une grande araignée jaune avec des yeux et des appendicesabdominaux bleus. Elle est pourvue de quatre pattes plus grandes que Statitik par rapport à sa taille.
Elles tissent des toiles électrifiées qui tuent les proies par électrocution. Elles ne les mangent jamais si elles n'ont pas été électrocutées.

## Apparitions

### Jeux vidéo
Statitik et Mygavolt apparaissent dans série de jeux vidéo Pokémon. D'abord en japonais, puis traduits en plusieurs autres langues, ces jeux ont été vendus à plus de 200 millions d'exemplaires à travers le monde.
Œil composé augmente la précision des attaques du porteur, même lorsque celui-ci voit sa précision baissée par une attaque ennemie. Tension empêche l'ennemi d'utiliser la baie qu'il tient. Et Essaim, dans le Monde des Rêves uniquement, augmente les attaques de type insecte du porteur lorsque ses PV sont en dessous du tiers.

### Série télévisée et films
La série télévisée Pokémon ainsi que les films sont des aventures séparées de la plupart des autres versions de Pokémon et mettent en scène Sacha en tant que personnage principal. Sacha et ses compagnons voyagent à travers le monde Pokémon en combattant d'autres dresseurs Pokémon.